# 费利托
费利托（義大利語：Felitto），是意大利萨莱诺省的一个市镇。总面积41平方公里，人口1337人，人口密度32.6人/平方公里（2009年）。ISTAT代码为065051。